# Schild & Vrienden
Schild & Vrienden (S&V) is een extreemrechtse en radicaal-rechtse, conservatieve, Vlaams-nationalistische jongerenbeweging die werd opgericht in 2017 en naar eigen zeggen aan metapolitiek doet. Diverse experts noemen de beweging extreemrechts in plaats van radicaal-rechts.
De naam is afgeleid van de strijdkreet schild en vriend, die in 1302 tijdens de Brugse Metten als een sjibbolet zou zijn gebruikt door de Vlaamse opstandelingen tegen de troepen van de Franse koning. De Belgische Dienst Staatsveiligheid situeert de opkomst van de organisatie binnen een golf van identitaire bewegingen in Europa. In 2021 besliste het parket negen leden van de groep te vervolgen, onder meer voor aanzetten tot haat. In 2024 werden zeven leden, onder wie Dries Van Langenhove, berecht en allen veroordeeld voor inbreuken op de Antiracismewet, de Negationismewet en de Wapenwet.

## Geschiedenis

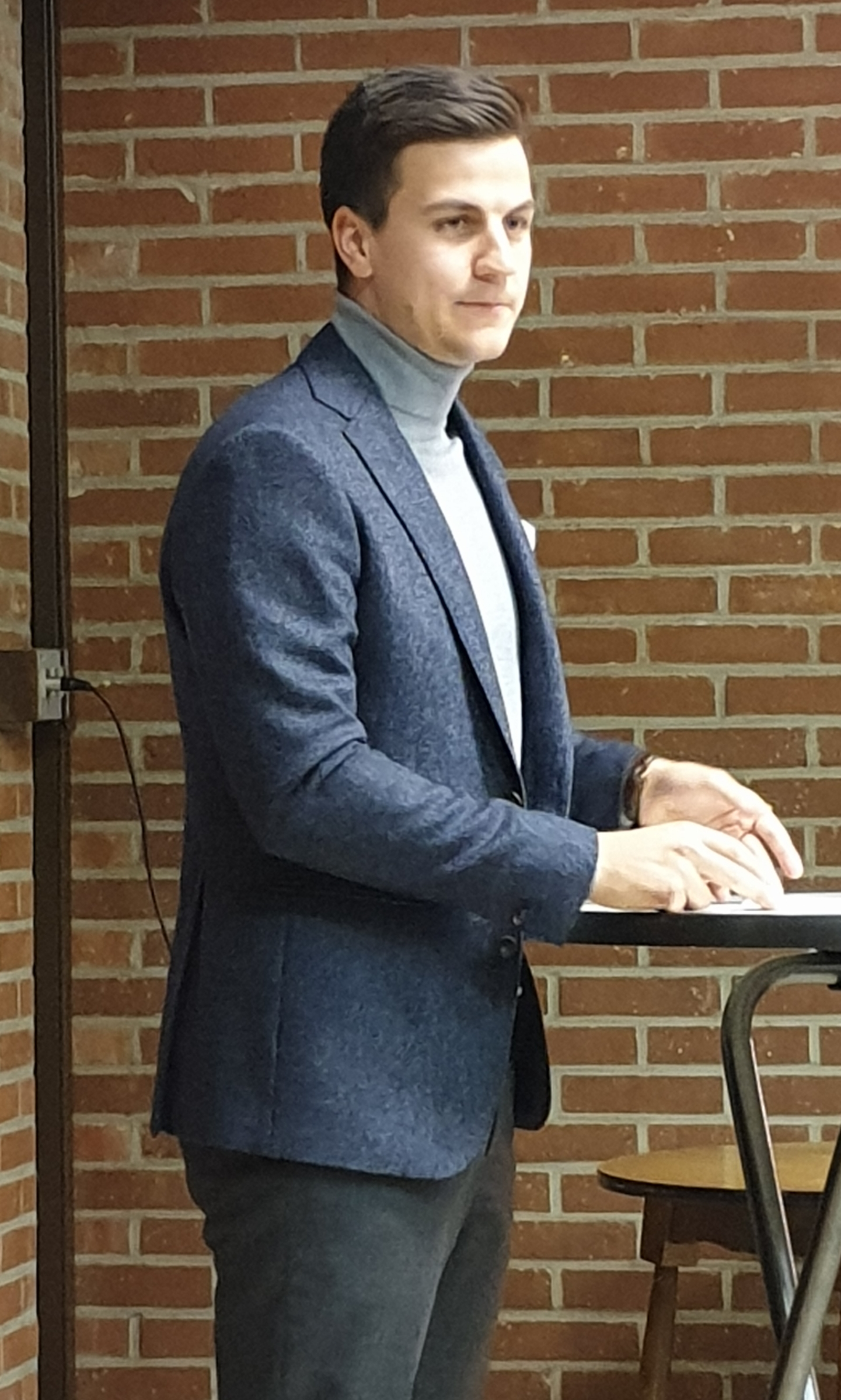
Dries Van Langenhove, oprichter en boegbeeld van Schild & Vrienden

Schild & Vrienden begon als een op sociale media zeer actieve jongerenbeweging. Dries Van Langenhove, voormalig verkozen raadslid aan de Universiteit Gent en lid van KVHV Gent, is oprichter en boegbeeld.

### Oprichting
In januari 2016 werd Schild & Vrienden opgericht als een memegroep op Facebook. In de regels van de groep werd gesteld dat het doel van de groep was om provocerende rechtse memes met elkaar te delen. Al snel begon de groep zich echter ook politiek te organiseren.
Schild & Vrienden kwam in maart 2017 in opspraak na een grootschalige campagne waarin men evenementen van Comac-studenten online probeerde te saboteren en zelfs doodsbedreigingen verstuurde. Tijdens deze campagne werden ook afbeeldingen gemaakt waarop vrouwelijke studenten die lid waren van Comac verkracht werden door vluchtelingen. Toen een van deze afbeeldingen gedeeld werd door de toenmalige ondervoorzitter van Jong N-VA werd deze gedwongen ontslag te nemen.
Na de boycot van een lezing van Theo Francken op de Vrije Universiteit Brussel door linkse activisten, riep Van Langenhove op de lezing die hij op 9 mei 2017 aan de Universiteit Gent hield te beveiligen. Deze eerste fysieke bijeenkomst wordt intern door leden vaak aangehaald als de origine van de organisatie.

### 2017-2018

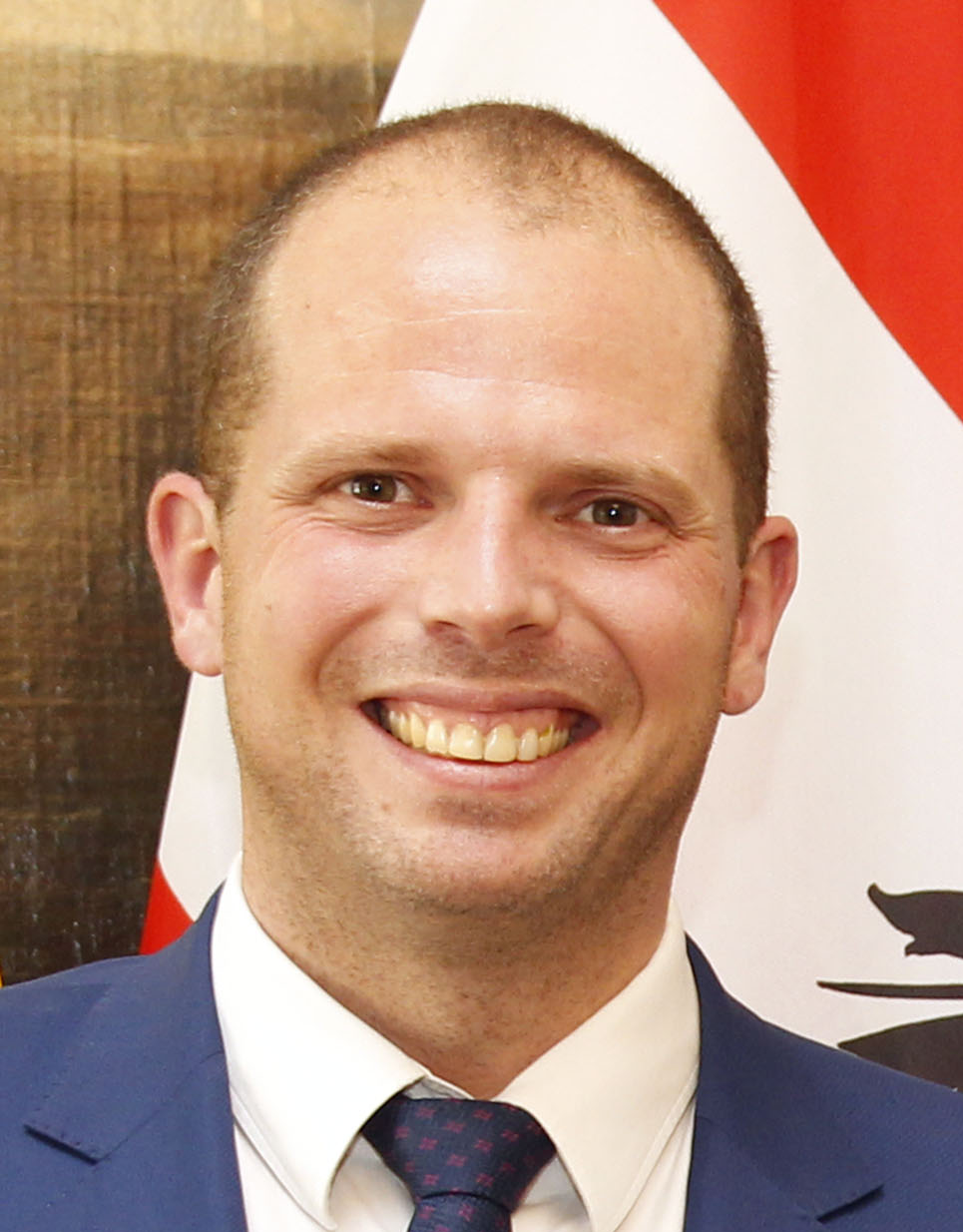
Als eerste officiële actie bewaakten de leden van Schild & Vrienden een lezing van Theo Francken, politicus van de N-VA, aan de UGent.

Schild en Vrienden werd opgericht als metapolitieke vereniging in de zomer van 2017. De vereniging was niet gelieerd aan een concrete Belgische partij, maar wilde het debat beïnvloeden en vechten tegen de opkomst van wat zij politieke correctheid, cultuurmarxisme en omvolking noemden. Dit werd onder andere gedaan door organisaties vanbinnen uit te beïnvloeden. Zo waren een hele hoop leden van Schild & Vrienden lid van de jongerenafdelingen van rechtse Belgische partijen, werden een hele hoop leden verkozen als studentenvertegenwoordigers en zetelden twee leden in de Vlaamse Jeugdraad.
Verder organiseerde Schild & Vrienden een hele hoop controversiële acties in een poging het nationaal debat te sturen en aan bekendheid te winnen. Begin 2018 uitte Van Langenhove kritiek op de transitie van Bo Van Spilbeeck. In een uitzending van VRT-programma De Afspraak liet Van Langenhove weten dat hij vond dat transpersonen beter psychologische hulp konden zoeken. In dezelfde periode raakte Schild & Vrienden ook in opspraak door een gecoördineerde online haatcampagne tegen Jihad Van Puymbroeck, een jonge vrouw die bij de VRT was beginnen werken.
Op 3 maart 2018 verstoorde S&V een actie voor een humaner vluchtelingenbeleid aan het Gravensteen, en op 1 mei 2018 drongen enkele leden van Schild & Vrienden het Gentse ABVV-gebouw binnen om de rode vlag die uithing neer te halen. Online zou er sprake zijn van gecoördineerde bedreigingen en intimidatie (onder meer via doxing). In de zomer van 2018 ontmoette een delegatie van Schild en Vrienden Viktor Orbán, de controversiële premier van Hongarije.

### Pano-reportage
Op 5 september 2018 bracht het televisieprogramma Pano van de VRT een ophefmakende reportage waarin de gematigde Vlaamsgezinde publieke retoriek werd gecontrasteerd met de racistische, seksistische en antisemitische internetmemes op interne communicatiekanalen. Die besloten groepen bevonden zich op platformen zoals Discord en Facebook. Tussen de memes zitten onder meer verwijzingen naar Adolf Hitler (een lachende Hitler met daarbij de tekst You can't be racist if there's only one race) en vrouwonvriendelijke memes (een Disneyprent van Sneeuwwitje met daarbij de tekst Sneeuwwitje is tenminste een vrouw die haar plaats kent). Ook verschenen er foto's van leden die met (al dan niet echte) wapens poseerden. Daarnaast hanteert S&V een strategie van entrisme waarbij de Vlaamse Jeugdraad als links bastion werd geviseerd en geïnfiltreerd. Daarnaast werd getoond hoe de organisatie trollen lijkt in te zetten tegen andersgezinden. Voorts bleek uit de reportage ook dat Schild & Vrienden zich tracht in te bedden in de transnationale alt-rightbeweging. Zo neemt de organisatie deel aan Europese bijeenkomsten van dergelijke identitaire bewegingen, verwijst ze in haar discours naar fascistische denkers zoals Oswald Mosley en laat ze zich inspireren door hedendaagse politici zoals de Hongaarse premier Viktor Orbán.
Na de uitzending kwam de beweging in een mediastorm terecht, waarna tal van S&V-mandatarissen geweerd werden van kieslijsten van N-VA, Open Vld en CD&V. Het parket opende een onderzoek naar de organisatie, en bij 15 leden werden er huiszoekingen uitgevoerd. Van Langenhove deelde een video op sociale media waarin hij beweert dat de reportage een fout beeld schetst en zijn beweging het slachtoffer is geworden van trial by media. Rector Rik Van de Walle ontzegde hem toegang tot de universiteit, waarmee hij ook zijn zitje als studentenvertegenwoordiger verloor. Sommige UGent-hoogleraren beëindigden vroegtijdig hun lessen, zodat studenten konden deelnemen aan een protestactie tegen Schild & Vrienden. Van Langenhove spande een rechtszaak aan tegen de Universiteit Gent, waarna hij toegang kreeg tot bepaalde delen van het gebouw om zijn masterproef af te werken.
In september 2018 opende het Gentse parket een onderzoek waarna oprichter Dries Van Langenhove op 17 juni 2019 in verdenking werd gesteld wegens mogelijke inbreuken op de Antiracismewet, de Negationismewet en de Wapenwet. Hij werd vrijgelaten onder voorwaarden (verplicht bezoek aan de Kazerne Dossin). Van Langenhove ontkende alles wat hem ten laste werd gelegd.

### Betogingen en band met Vlaams Belang
Op 16 december 2018 wilde Schild & Vrienden betogen met (onder meer) Vlaams Belang Jongeren, Voorpost, KVHV en NSV tegen het VN-Migratiepact, waardoor kort ervoor de regering-Michel I uiteen was gevallen. De minister-president van het Brussels Hoofdstedelijk Gewest alsook de burgemeester van de stad Brussel stonden deze bruine mars niet toe, omdat die zich volgens de politie naar andere zones zou kunnen verspreiden. Na een door de organisatoren aangespannen procedure voor de Raad van State werd de betoging toegestaan, maar enkel in statische vorm op het Schumanplein. Het werd uiteindelijk toch een optocht van het Centraal Station tot het Schumanplein, alwaar hooligans zich bij de manifestatie voegden en de politie ingreep met waterkanon en traangas. Er vielen meerdere gewonden en bij het Berlaymont- en Charlemagnegebouw van de Europese Commissie en een plaatselijke supermarkt werden vernielingen aangericht. Bij de tegenbetoging aan het Brusselse ABVV-gebouw sloot de protestbeweging van de gele hesjes zich aan.
Op 3 januari werd voor de tweede keer een mars georganiseerd door Schild & Vrienden en Voorpost. Ditmaal als steun aan Vlaams Belanger Guy D'haeseleer van 'Forza Ninove', die uit de Ninoofse coalitie werd gehouden, hoewel de partij met ruime voorsprong de grootste werd, twee zetels verwijderd van de absolute meerderheid.
In januari 2019 verklaarde Tom Van Grieken dat Schild & Vrienden-oprichter Dries Van Langenhove als onafhankelijk kandidaat federaal lijsttrekker werd voor het Vlaams Belang in Vlaams-Brabant. Hij werd verkozen in de Kamer van volksvertegenwoordigers met 39.295 voorkeurstemmen.
In juli 2020 werd de Twitteraccount van Schild & Vrienden, samen met die van bijna zeventig gelijkaardige organisaties en personen wereldwijd, geschorst.

## Strafproces
Na de Pano-reportage van 2018 startte het parket Oost-Vlaanderen een strafonderzoek naar Schild & Vrienden. Toen de leden lucht kregen van de reportage, hadden ze compromitterende posts gewist, maar een informatica-expert aangesteld door het parket kon berichten over die operatie onderscheppen en wist ook aan te tonen wie bepaalde berichten had geplaatst. In februari 2021 werd bekend dat negen leden, onder wie Dries Van Langenhove, voor de raadkamer worden gebracht voor inbreuken op de Antiracismewet, de Negationismewet en de Wapenwet. Op 26 april 2021 werd de zaak voor onbepaalde duur uitgesteld nadat Van Langenhove bijkomend onderzoek vroeg.
Op 12 maart 2024 werd alle zeven beklaagden in het proces schuldig bevonden aan inbreuken op de Racisme- en Negationismewet. Hoofdverdachte Dries Van Langenhove werd ook veroordeeld voor inbreuken op de Wapenwet. Hij kreeg tot één jaar effectieve gevangenisstraf en een boete van 16.000 euro. Daarnaast werd Van Langenhove voor tien jaar uit zijn politieke rechten ontzet. Een medewerker van het Vlaams Belang in het Europees Parlement, die al eerdere veroordelingen opliep, kreeg 8 maanden cel met uitstel en boete van 8.000 euro. Joeri Van Olmen, lokaal Vlaams Belang-voorzitter in Sint-Niklaas, en drie andere veroordeelden kregen een jaar gevangenisstraf met uitstel van 6 maanden en een boete van 8.000 euro waarvan de helft met uitstel. Eén veroordeelde kreeg opschorting van straf omdat hij oprecht spijt toonde en zich verontschuldigde voor zijn daden, waar hij uitdrukkelijk afstand van nam.